# Peter II. (Bretagne)

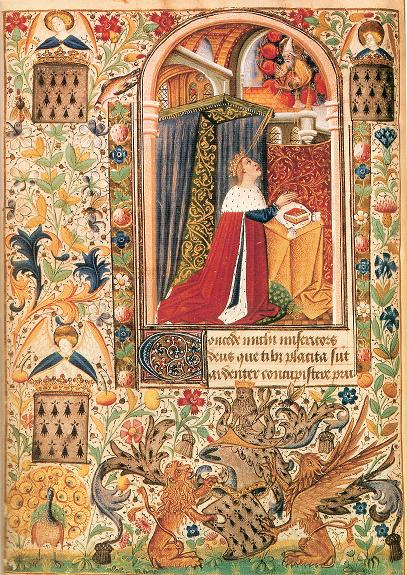
Miniatur Herzog Peters II. aus seinem Stundenbuch
(Paris, Bibliothèque nationale de France)

Peter II. (Pierre, IIe du nom, dit le Simple; * 7. Juli 1418; † 22. September 1457 auf Schloss Nantes) war Herzog der Bretagne, Graf von Montfort-l’Amaury et de Richemont, sowie Pair von Frankreich von 1450 bis 1457.
Seine Persönlichkeit wurde von den Historikern höchst ungünstig beurteilt, ihm wurde ein intriganter und jähzorniger Charakter zugesprochen. Dessen ungeachtet vollzog sich unter seiner Regierung ein beachtlicher Zentralisierungsprozess, getragen von Räten wie Abt Mathelin und Jean Loaysel. Wichtigste Maßnahmen waren: Verbesserung der Justizausübung, sorgsame Auswahl der Beamten und Heranbildung eines professionellen Juristenstandes (Advokaten, Notare), Neudefinition des Status des Adels mit einem erschwerter Zugang zu den adligen Privilegien, Neuordnung des Heeresdienstes, Beschränkung des Titels eines Barons auf die neun großen Lehensträger des Herzogtums, was bis 1789 beibehalten wurde. Andererseits zeigte der noch ertragreiche bretonische Handel erste Anzeichen einer Rezession, obwohl Städte wie Rennes und Vannes einen weiteren Aufschwung erlebten.

## Leben
Peter II. war das sechste Kind und der zweite Sohn des Herzogs Johann VI. von Bretagne und der Johanna von Frankreich, einer Tochter König Karls VI. von Frankreich. 1428 wurde er von seinem Onkel, dem Connétable de Richemont (ohne weitere Folgen) adoptiert.
Per Ehevertrag vom 21. Juli 1431 wurde er mit Françoise d’Amboise, Dame de Benon (* 9. Mai 1427 auf Burg Thouars) verheiratet, Tochter von Louis d’Amboise, Vizegraf von Thouars und Fürst von Talmond, und Marie de Rieux; die Hochzeit wurde zehn Jahre später, 1441, gefeiert. Françoise wuchs in der Folge am bretonischen Hof auf und wurde von der Herzoginmutter Jeanne de France erzogen; sie erhielt 1453 die Châtellenie de Guingamp als Morgengabe und wurde am 1. Januar 1460 deren Besitzerin. Die Ehe blieb ohne Nachkommen. Herzog Peter hatte allerdings eine uneheliche Tochter von einer unbekannten Frau: Jeanne, bâtarde de Bretagne, die 1513 bezeugt ist.
1438 wurde er von seinem Vater beauftragt, das Herzogtum bei der Versammlung in Bourges zu vertreten, auf der für die Pragmatische Sanktion votiert wurde. Der Herzog gab ihm am 2. März 1439 Guingamp (terres, châtellenies et seigneuries), Fouesnant und Rosporden, Châteaulin, Duault, Huelgoat, Châteauneuf-du-Faou und Landeleau, die Châtellenie de Beaufort (Plerguer), Gourin, Lanloup und Quiberon als Apanage; nach seiner Heirat und jetzt mit der Grafschaft Guingamp apanagiert, ließ er dort eine Burg bauen, auf der mit seiner Ehefrau residierte. Im September 1439 wurde er von seinem Vater an die Spitze der Gesandtschaft gestellt, die die Bretagne bei den Generalständen von Orléans vertreten sollte.
Am 4. September 1449 ernannte ihn sein Bruder Franz I., der seit 1442 Herzog von Bretagne war, zum Lieutenant-général in der Bretagne, als er in den Krieg gegen die Engländer in der Normandie aufbrach. Durch dessen Tod im Juli 1450 wurde er (im Alter von 32 Jahren) gemäß der geltenden Nachfolgeregelung der neue Herzog von Bretagne. Anfang Oktober wurde er in der Kathedrale von Rennes gekrönt, am 12. Oktober zog er feierlich in Nantes ein. Am 3. November 1450 huldigte er in der Burg von Montbazon für das Herzogtum dem französischen König Karl VII. in Form der Hommage simple, d. h. ohne Lehnspflicht (Hommage lige) – Peter hatte ein starkes dynastisch geprägtes Bewusstsein von seiner hohen Stellung: eine seiner Urkunden spricht von den „droits royaulx, ducheaulx, souverainetez et nobleces“.
Dennoch kam er seinen Vasllenpflichten pünktlich nach: er bot dem König eine Flotte an, die dessen Armee bei der Besetzung von Bordeaux half, anschließend unterstützte ein bretonisches Kontingent die königliche Armee dabei, die Engländer 1453 in der Schlacht bei Castillon endgültig zu besiegen.
Im September 1455 wurde er auf seinen Antrag hin zum erblichen Ehrenkanoniker der Kirche Saint-Martin de Tours ernannt. Am 13. November 1455 erhielt er die Zustimmung der in Vannes versammelten Stände, um die Hochzeit seiner Nichte Margarete mit dem Grafen von Étampes zu feiern. In seinem Testament vom 5. September 1457 anerkannte und ernannte er seinen Onkel Arthur, den Connétable de Richemont, zum Erben des Herzogtums und als dessen Nachfolger den Grafen von Étampes. Er starb wenige Tage später, am 22. September 1457 auf Schloss Nantes und wurde in der Stiftskirche Notre-Dame de Nantes zwischen Chor und Altar bestattet.